# Girona Futbol Club
El Girona Futbol Club, S.A.D. és un club de futbol català, el més representatiu de la ciutat de Girona i de les comarques gironines. Actualment, el seu equip masculí competeix en la Primera Divisió, després que el 19 de juny del 2022 ascendís a aquesta categoria per segona vegada a la seva història i esdevingués el vuitè equip català a assolir aquest mèrit esportiu. A finals de la temporada 2023-24 ocupa la posició número 41 de la classificació històrica de la Primera Divisió d'Espanya. El 4 de maig de 2024, el Girona aconseguí classificar-se matemàticament per jugar la Lliga de Campions de la UEFA per primera vegada a la seva història, en derrotar el FC Barcelona per 4-2 a Montilivi, a quatre jornades per al final de lliga.
El club va ser fundat el 25 de juliol de 1930 i el seu primer president fou Albert de Quintana de León. Els colors que identifiquen el club són el blanc i el vermell, utilitzats en forma de ratlles verticals en el seu uniforme titular des de la seva fundació. Des del 1970 juga com a local a l'estadi Municipal de Montilivi, de propietat de l'Ajuntament de Girona (cedit al club fins a l'any 2042 amb opció fins al 2062), i amb una capacitat de 14.624 espectadors.
El club compta amb un important planter, on es formen jugadors des de la categoria prebenjamí. El filial del primer equip de futbol és el Girona FC B, que milita a la Segona RFEF. En setze ocasions ha aconseguit el Trofeu Costa Brava, el torneig que organitza el mateix club cada estiu.

## Història

### Naixement
El futbol entrà a Girona a principis del segle xx. L'any 1908 un grup d'estudiants començaren a practicar el futbol. No arribaren a constituir cap entitat organitzada però jugaven sota el nom d'Athletic Club Gironí. A mitjans del 1909 es fundà l'Strong FC, primer club organitzat de la ciutat i que tingué una vida d'uns vuit anys. A poc a poc anaren sorgint noves entitats com l'Sport FC (que agrupava els seminaristes), el Club Patronat (social-catòlic), l'Agrupación Juventud, l'Atlètic (de la classe obrera), i d'altres menys destacats com el Gerunda, Olímpic, Catalònia, Estudiantil i Industrial. Els primers partits de futbol a la ciutat es disputaren al camp de Mart de la Devesa.
Als anys vint el futbol agafa força amb clubs com el CE Gironí, fundat el 1921 i que més tard esdevingué FC Ateneu Social Democràtic, però sobretot per la Unió Deportiva Girona, fundada el 13 de febrer del mateix any, en unir-se els elements del Centre Deportiu Gironenc, hereus del dissolt Strong, amb altres entusiastes esportistes. El club aviat en convertí en el més fort de la ciutat. Vestia colors groc i blau marí i fou el constructor de l'estadi de Vista Alegre, l'any 1922. El club però desaparegué el 1929 pels problemes econòmics, arran d'un deute d'unes 200.000 pessetes (una autèntica fortuna per a aquells temps).

### Primers anys del Girona Futbol Club
El 23 de juliol de 1930, al cafè Norat de la Rambla, es fundà el Girona Futbol Club, sobre les cendres del recentment desaparegut UE Girona gràcies a l'obstinació d'un grup d'entusiastes com Albert de Quintana de León (primer president del Girona FC), Andreu de Benito, Manuel de Chopitea, Lluís Ribas, Josep María Pla Dalmau, Francesc Figueras, Joaquim Medrano, Antoni Güell, Rafael Portas, Amadeu Oliva, Coll, Poch i el doctor Roca Pinet. En poques setmanes es va aconseguir que a Girona hi hagués una autèntica febre pel futbol. L'1 d'agost, l'Ajuntament autoritzava al club per tal que pogués fer ús de l'escut de la ciutat en els seus distintius.
L'equip s'integrà a 2a categoria ordinària del campionat català la temporada 1930-31. El primer partit oficial va ser al camp de la Colònia Artigas (1-1, amb gol de Clara). La històrica primera alineació la van formar: Florenza, Teixidor, Farró, Flavià, Comas, Corradi, Ferrer, Escuder, Clara, Tarradellas i Torrellas.
La temporada 1935-36 fou un gran èxit. El seu primer any a la Segona Divisió espanyola, el Girona FC es classifica primer del seu grup i disputa la lligueta de promoció a Primera Divisió, juntament amb el Celta de Vigo, Saragossa, Arenas, Reial Múrcia CF i Xerez CD. El Girona, penúltim, es va quedar sense el premi de l'ascens.
En els anys de la Guerra Civil no es podia dir que hi havia lliga nacional, així que el Girona va ser inscrit en un torneig interregional, quedant segon per davant del València CF i el RCD Espanyol i per darrere del Barça. També es van disputar molts partits amistosos i benèfics. Després de la Guerra Civil l'equip va alternant la Segona amb la Tercera divisió fins a l'any 1959 en què el club baixa a Tercera on romandrà fins al 1977. El 1946 es funda el CD Girona, club que més tard esdevindrà filial del Girona FC.

### A Montilivi
L'any 1968 es comença a construir l'estadi de Montilivi, el qual seria el primer camp de propietat del club. L'estadi de Montilivi s'inaugurà el 14 d'agost de 1970 amb un gran partit entre el FC Barcelona i el club local, que guanyaren els blau-grana per 3 a 1. Amb aquesta inauguració es deixava enrere l'estadi de Vista Alegre, que va ser el seu domicili durant quasi cinquanta anys. Els dies 15 i 16 del mateix any es disputà la primera edició del Torneig Costa Brava, amb un gran cartell: Borussia Neurnkirchen, València CF, RCD Espanyol i San Lorenzo de Almagro.
En el 1971 es va proclamar campió del Trofeu Finalíssima, trofeu que es va disputar en una sola edició, per tal de decidir quin seria el propietari de la copa i campió de campions del Trofeu Moscardó, fent una eliminatòria amb tots els equips que havien guanyat alguna vegada el torneig. A la final van arribar l'CE Europa i el Girona FC.
La temporada 1991-92 el club va realitzar una gran temporada, quedant tercer classificat del Grup III de Segona divisió B i classificant-se pels "play-off" d'ascens a Segona divisió. El sorteig va deixar el Girona enquadrat en el grup del UD Salamanca, Vila-real CF i la Real Balompedica Linense. En la darrera jornada de la lligueta el Girona depenia d'ell mateix per a pujar, però una derrota en el camp del UD Salamanca per 2-1, va deixar al Girona un any més a Segona B.
El 1997 l'equip militava a primera catalana, entrenat per Pere Gratacós fins que el maig del 1999 va celebrar l'ascens a Tercera Divisió, per no tornar més a les categories territorials. Després de diverses temporades en les quals l'equip gironí militava a Tercera i Segona Divisió B, el Girona FC encadenaria dos ascens consecutius entre el 2006 i 2008. La temporada 2006-2007, el Girona FC va acabar la competició quedant segon classificat del grup V de Tercera divisió, amb el qual es garantia disputar la promoció d'ascens, aconseguint una plaça per jugar a Segona divisió B al vèncer en el "play-off" a la RSD Alcalá.

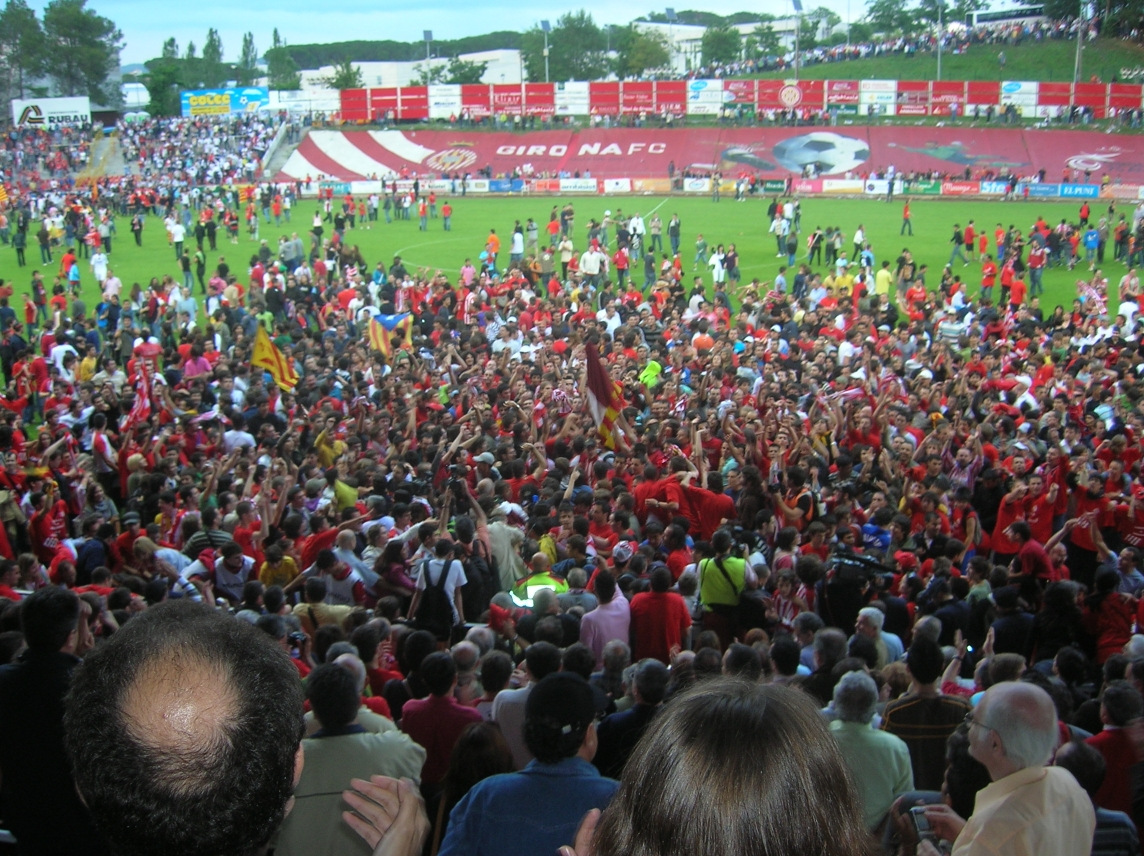
Celebració de l'ascens a Segona Divisió el 2008

La temporada 2007-08, sota les ordres de Raül Agné, l'equip aconsegueix acabar primer en el Grup III de Segona B i ascendeix a Segona divisió, després de 49 d'absència, al vèncer en el "play-off" d'ascens, a semifinals al Barakaldo CF i en la final a l'AD Ceuta el 15 de juny de 2008.

### Canvis constants de propietaris

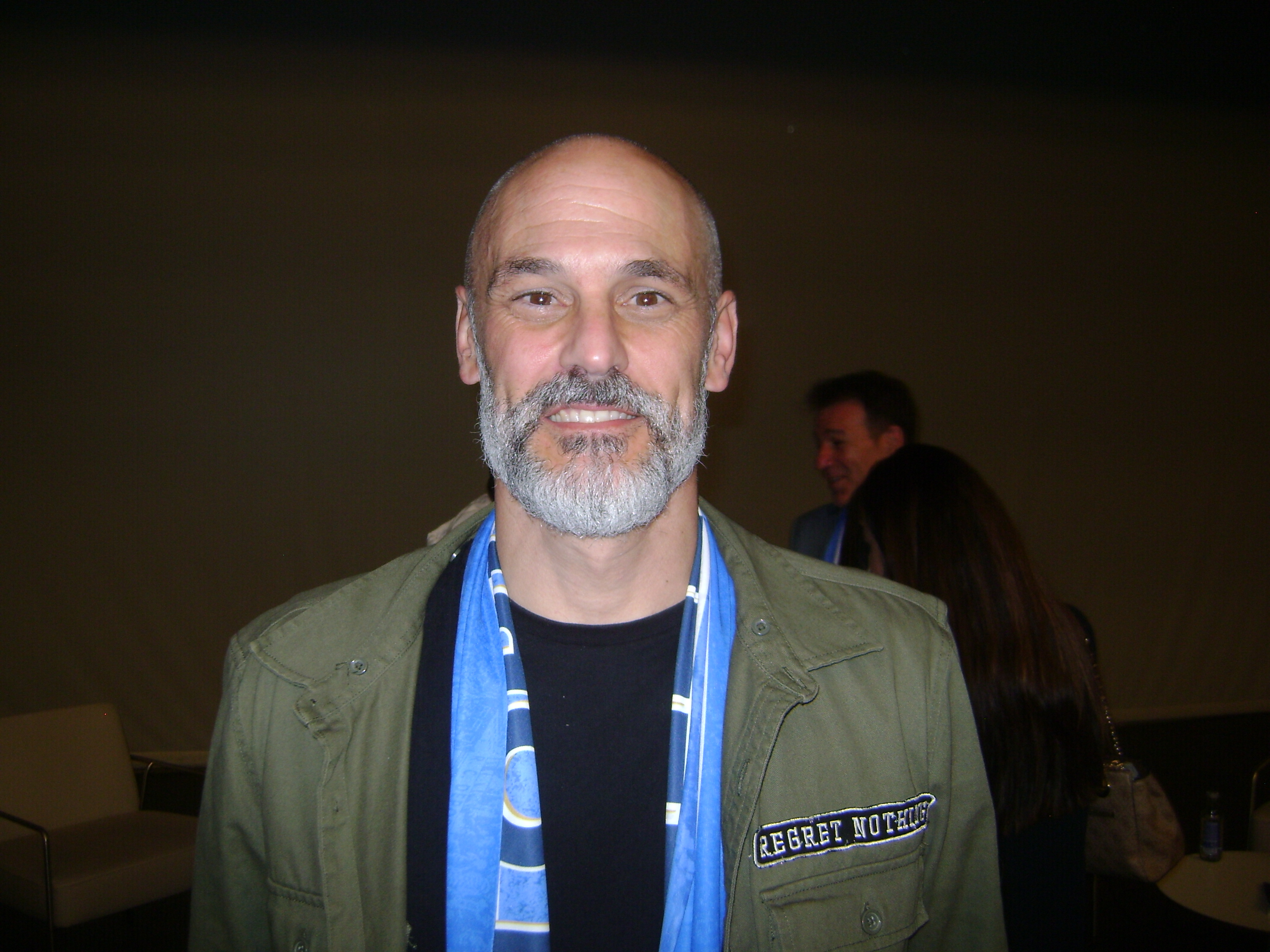
Dani Mallo va jugar al club entre 2013 i 2015.

Degut a l'ascens de categoria, el club ha de fer una gran inversió en l'estadi per col·locar seients en totes les grades, condicionar els accessos al camp, les sortides d'emergència i construir la grada de preferent. L'Ajuntament invertí 1.200.000 € del fons estatal d'inversió local per a la remodelació de l'estadi. També es converteix en Societat Anònima Esportiva. El 30 de juliol de 2009 Josep Gusó, president de l'entitat, anuncia que la conversió queda realitzada gràcies a la venda d'accions, amb la qual el Girona aconsegueix reunir els 3.230.000 euros que li havia imposat el Consell Superior d'Esports. Gusó va passar a ser el primer propietari del Girona FC SAE, un càrrec que va mantenir fins a l'estiu de 2010, quan es va vendre la majoria accionarial que posseïa a Josep Delgado.
El 22 de juliol de 2010 un grup d'empresaris de Girona encapçalats per Ramon Vilaró, Joaquim Boadas i Josep Delgado van comprar el 72% de les accions que tenien conjuntament l'antic president Josep Gusó i Josep Rofes passant així a ser els nous propietaris del Girona FC. Això els fa tenir la totalitat d'accions de Gusó i gairebé la totalitat de les de Rofes, que es queda amb una mica més del 6%. La resta d'accions queden repartides entre els petits accionistes. En la presentació del nou organigrama institucional i esportiu de l'entitat que tindrà com a president Ramon Vilaró, Joaquim Boadas tindrà un paper molt destacat en la gestió del club, mentre que en l'àrea esportiva es presenta com a nou director esportiu a Xavi Julià i Raül Agné com a entrenador.
El 2 de març de 2011 l'estadi presenta el seu primer ple absolut amb 9.286 espectadors, des de la construcció de seients en totes les grades. El 18 de març del mateix any la junta general extraordinària d'accionistes aprova una ampliació de capital, que es concretaria amb l'emissió de 300.000 noves accions a raó de 10 € cadascuna. Prèviament a l'ampliació, es realitza una disminució del capital de 64.600 € (6.460 accions de 10 €) a causa de les pèrdues, pel que el capital final quedà en 3.064.600 €. El 14 de maig, el club comunica que l'ampliació ha estat completada, gairebé totalment pel màxim accionista (Unió Esportiva Girona S.L.).
L'any 2011 va absorbir el Club de Futbol Riudellots, fins aquell moment un club de futbol català del municipi de Riudellots de la Selva que la temporada 2011/2012 militava a la Segona Catalana. Va passar a ser l'equip filial del Girona FC B. Es decideix crear un camp de gespa natural a Palau, d'uns 90 m x 45 m en una esplanada del GEiEG. El Girona FC i el GEiEG arriben a un acord per tal que el club gestioni tot el procés de les obres i el manteniment. D'aquesta manera, s'evitaria que jugadors i cos tècnic s'haguessin de desplaçar a fora de la ciutat per a entrenar. El club va optar llavors per blindar als seus jugadors, ja que abans qualsevol equip que pagués 30.000 € (que era la quantitat mitjana de les clàusules de rescissió dels jugadors) feia possible que aquests poguessin abandonar l'equip abans de finalitzar el seu contracte. La quantitat que haurien de pagar passava a ser d'entre 1.000.000 € i 3.000.000 €. Es van fer traspassos com el d'Hiroshi al Sevilla Atlético per 150.000 € o el de Ranko Despotović a l'Urawa Red Diamonds de la Primera divisió japonesa, per 700 000 €.
Al desembre de 2012, el club convoca una nova junta d'accionistes i una ampliació de capital, i s'anuncia per primera vegada des que està a la LFP, que el Girona FC acabarà la temporada amb un superàvit de 200.000 €, a causa de la reducció notòria del pressupost d'aquesta temporada passant de 8.000.000 € a només 4.494.711 €. Al maig de 2013, el consell d'administració sota el lema "El Girona FC també és meu", aprova l'ampliació de capital de 300.000 € en accions de 10 €, amb l'objectiu d'equilibrar el patrimoni del club. El mes de juliol el club sol·licita un concurs de creditors per a garantir la seva viabilitat.

### Ascens a Primera
Abans de l'ascens a Primera Divisió, el Girona va disputar en dos ocasions el Play-off d'ascens, els anys 2013 i 2015. A la temporada 2012-2013 va fer una gran temporada amb una banqueta dirigida per Joan Francesc Ferrer "Rubí". Una quarta posició va fer que afrontessin la primera eliminatòria del Play-off d'ascens contra l'AD Alcorcón. En el primer partit van empatar 1-1 i a la tornada a Montilivi la il·lusió dels gironins va derrotar els madrilenys guanyant per 3-1. Això feia que tinguessin la possibilitat de jugar l'eliminatòria definitiva, contra la UDAlmeria. I l'experiència dels andalusos va derrotar els inexperts gironins en els dos partits jugats, 0-1 i 3-0.
Durant la temporda 2014-2015 ho van tornar a provar, amb Pablo Machín dirigint l'equip i després que hagués canviat el director esportiu, quan arribà al club Quique Cárcel procedente del CE L'Hospitalet. L'equip va estar molt a prop de l'ascens directe, però un empat a Montilivi en l'última jornada davant del CD Lugo el va deixar en tercera posició, quedant després eliminat a la primera ronda del play-off pel R. Zaragoza (amb els sorprenents resultats de 0-3 a la Romareda a favor del Girona i 1-4 a Montilivi favorable a l'equip aragonès).
La temporada 2015-2016, també amb Machin a la banqueta, el Girona FC va acabar en quarta posició, jugant novament el playoff, on va eliminar el Córdoba CF en primera ronda (2-1 a la capital andalusa i 3-1 a Montilivi), però sent eliminat a la final per part del CA Osasuna (2-1 a Pamplona i 0-1 a Montilivi)
En acabar la temporada 2016-2017 el Girona de Machin va aconseguir l'ascens a la primera divisió per primer cop en la seva història (4 de juny de 2017), en empatar 0-0 amb el Reial Saragossa a l'Estadi Municipal de Montilivi, a manca d'una jornada per finalitzar la temporada en què va acabar en segon lloc. El club fou així el vuitè equip català de la història en jugar a la primera divisió.

### Primera Divisió

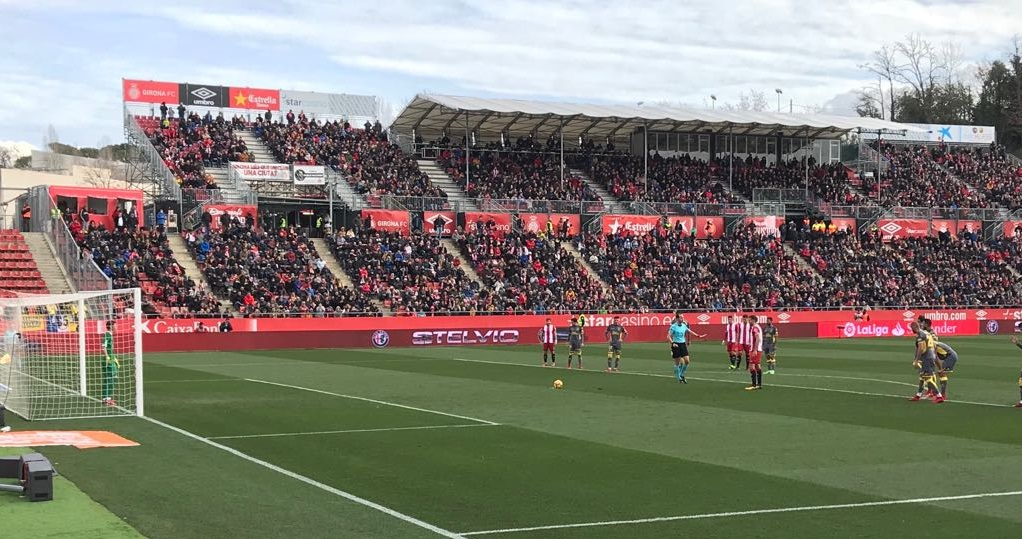
Victòria 6-0 contra la UD Las Palmas.

El 19 d'agost de 2017, continuant Pablo Machin a la banqueta, va debutar a la Primera divisió a Montilivi, davant l'Atlètic de Madrid, en un partit que va acabar en empat a dos, sent ambdós gols obra de Christian Stuani. A la segona jornada de lliga van aconseguir la primera victòria a Primera, guanyant el Màlaga a Montilivi per 1 a 0, amb gol de Pedro Alcalá.
Abans d'acabar el mes d'agost, el 88,6% de les accions del club van ser comprades a parts iguals per les societats City Football Group i Girona Football Group, aquesta última dirigida per Pere Guardiola, germà de l'entrenador del Manchester City, Josep Guardiola. Així doncs el Girona FC va passar a formar part del City Football Group, juntament amb el Manchester City de la Premier League, el Melbourne City FC de la Lliga australiana, el Club Atlético Torque de la Lliga d'Uruguai, el 80% del New York City FC de la MLS, així com acords amb altres clubs d'arreu del món.
Un dels seus millors resultats d'aquesta primera temporada a primera divisió seria la victòria a Montilivi contra el R. Madrid (2-1). El novembre de 2017 l'equip es va confirmar com al millor debutant a la Lliga dels últims 27 anys, amb quinze punts en les onze primeres jornades. El 3 de març de 2018 va esdevenir el millor debutant en la història de primera divisió amb 40 punts en la jornada 27.
La temporada 2018-19 el Girona va accedir per primer cop a quarts de final de la Copa del Rei després dels empats contra l'Atlètic de Madrid, amb els resultats d'1-1 a casa i 3-3 de visitant, essent eliminat pel Reial Madrid als quarts de final. Al març va guanyar la seva primera Supercopa de Catalunya a l'imposar-se a l'F.C. Barcelona per 0-1 amb un gol de Cristhian Stuani. Tanmateix, a la segona temporada a la primera divisió, i malgrat alguns resultats brillants com un 2-2 al Nou Camp contra el Barça, les victòries a domicili contra el València CF a Mestalla (0-1) i especialment contra el R. Madrid al Bernabeu (1-2), l'equip gironí va acabar baixant a la Segona Divisió, després d'un desastrós final de temporada en que va arribar a perdre sis partits seguits i només va aconseguir una meritòria victòria contra el Sevilla CF (1-0) a Montilivi.

### Retorn a Segona Divisió
La temporada 2019-2020, amb Juan Carlos Unzué, Josep Lluís Martí i Francisco com a entrenadors, l'equip va acabar en cinquena posició, jugant el playoff d'ascens, on va eliminar l'UD Almeria en primera ronda (1-0 a Montilivi i 1-2 a la capital andalusa), però va ser eliminat a la final per part de l'Elx CF (0-0 a fora i 0-1 a Montilivi).
La temporada 2020-2021, també amb Francisco com a entrenador, l'equip va acabar en cinquena posició, jugant novament el playoff, on va tornar a eliminar l'UD Almeria (3-0 a Montilivi i 0-0 a la capital andalusa), però també va caure eliminat a la final contra el Rayo Vallecano (1-2 a Vallecas i 0-2 a Montilivi).

### Nou ascens a Primera Divisió
La temporada 2021-2022, amb Michel a la banqueta, el Girona FC va quedar sisè a la classificació general, cosa que li va permetre jugar una final a quatre per determinar el tercer equip que pujaria a primera divisió. Després d'eliminar l'SD Eibar en una primera ronda (0-1 a Montilivi i 0-2 a l'estadi d'Ipurúa) i d'empatar a casa amb el CD Tenerife al partit d'anada disputat l'11 de juny de 2022, va vèncer per 1-3 a Tenerife i va aconseguir un nou ascens a primera divisió.
Durant la temporada 2022-2023 va aconseguir alguns grans resultats, entre ells un empat amb el R. Madrid a l'Estadi Bernabeu (1-1), una memorable victòria a Montilivi contra el mateix equip (4-2), un empat al Nou Camp amb el Barcelona FC (0-0) i altres importants victòries en ambdós camps contra el Sevilla FC o l'Athletic Club, acabant la temporada en 10à posició
La temporada 2023-2024 seria la millor de la història del Girona FC fins aquell moment. Després de liderar la classificació en diverses jornades, arribant en aquest llocs a la jornada 17, va aconseguir acabar la temporada en la tercera posició, amb 81 punts i 85 gols a favor, amb la qual es classificava per a jugar la Lliga de Campions de la UEFA per primera vegada a la seva història. Al llarg de la temporada obtingué excel·lents resultats, derrotant equips històrics com el Barcelona FC (4-2 en ambdós camps), Vila-real FC, València CF i Sevilla FC, o endossant un contundent 7-0 al Granada CF a l'estadi de Montilivi. A més, el davanter ucraïnès Artem Dovbyk va acabar guanyant el Trofeu Pitxitxi com a màxim golejador de la lliga 2023-24 amb 24 gols en 36 partits.
La temporada 2024-2025 va destacar pel debut de l'equip a la Champions League. El primer partit del Girona de Míchel el 18 setembre de 2024 va ser contra el Paris Saint Germain, al Parc dels Prínceps, amb derrota per 1-0. La primera victòria en la competició europea va arribar el 22 d'octubre del 2024, en la tercera jornada de la fase de grups, a Montilivi contra el ŠK Slovan Bratislava, per 2-0. El Girona va quedar eliminat de la competició europea quedant en el lloc 33 de la classificació, amb una victòria i set derrotes. Tot i això, els de Míchel van fer un paper formidable. Tot hi haver fet una gran paper en lliga, la temporada 24/25 va ser diferent. Fins a la jornada 36 els gironins no van certificar la permenència.

## Celebracions

### 50è aniversari
Segons el mateix club, per a la celebració del cinquantè aniversari es van organitzar dos partits. El 9 d'agost de 1980 contra la Reial Societat de Celayeta, Bakero, Zamora i Satrústegui que guanyà per 1-2, en la 11à edició del trofeu Costa Brava. I el 21 d'agost de 1980, contra el Reial Madrid d'Agustín, Gallego, Stielike, Del Bosque, Juanito, Santillana i Cunningham que guanyà 1-4, en el IV Trofeu Immortal de Girona.

### 75è aniversari
Per el 75è aniversari, el Girona FC es va enfrontar al FC Barcelona de Víctor Valdés, Carles Puyol, Andrés Iniesta, Xavi Hernández, Samuel Eto'o i Ronaldinho en un partit amistós amb victòria blaugrana per 1-2.

## Símbols

### Himne
El 6 de novembre de 2010 s'estrena el nou himne del Girona FC, compost per Josep Thió, excomponent de Sopa de Cabra i interpretat per The Gruixut's. Aquest substitueix a la sardana "Girona m'enamora" que el club feia servir com antic himne.

### Evolució de l'uniforme[34]
| Primera | (Veure evolució) | 2023/24 |

### Proveïdors i patrocinadors[calcitació]
| Període   | Marca                | Proveïdor | Patrocinador     |
| --------- | -------------------- | --------- | ---------------- |
| 1983-1984 |                      | Adidas    | Gerio            |
| 1987-1988 |                      |           | Espaisol         |
| 1988-1989 |                      | Massana   | Formigons Girona |
| 1989-1990 |                      | Adidas    | Formigons Girona |
| 1990-1991 |                      | Massana   | Formigons Girona |
| 1991-1992 | Casa Darnés          | Massana   |                  |
| 1992-1993 | Casa Darnés          |           | Puma             |
| 1994-1995 |                      |           | Puma             |
| 1999-2000 |                      |           | Argal            |
| 2001-2003 |                      | Adidas    | Cotec            |
| 2003-2005 |                      | Rondo     | Cotec            |
| 2005-2006 |                      | Royal     | Cap              |
| 2006-2007 |                      | Mercury   | Diari de Girona  |
| 2007-2008 |                      | Macron    | Codere           |
| 2008-2009 |                      | Diadora   | Codere           |
| 2009-2010 |                      | Elements  | Play Pinnacle    |
| 2010-2011 | Consorci Costa Brava | Elements  |                  |
| 2011-2012 |                      | Nike      | La flor del café |
| 2012-2013 |                      | Luanvi    | RDI              |
| 2013-2014 |                      | Kedeke    | Tamesol          |
| 2014-2015 |                      | Kappa     | La Bruixa d'Or   |
| 2015-2017 | CITYLIFT Ascensores  | Kappa     |                  |
| 2017-2018 |                      | Umbro     | Cap              |
| 2018-2019 | Marathonbet          | Umbro     |                  |
| 2019-2020 | Marathonbet          |           | Puma             |
| 2020-2021 | Cap                  |           | Puma             |
| 2021      | Gosbi                |           | Puma             |

### Mascota
Sota el lema: Tots som Girona el club busca mascota a través d'un concurs de dibuix que finalitzà l'1 de desembre de 2010 i que va rebre 2038 propostes.
La mascota que havia de ser presentada a Montilivi, en el primer partit de 2011, es va retardar fins que el 5 de febrer de 2011 i muntada a un cavall blanc, es va presentar davant el seu públic amb el nom de Carmany, inspirat en el Rei Carlemany.

### Revista Tots som Girona
El 13 d'agost de 2011, el club llança una revista amb les notícies recents del Girona FC i un informe complet i estadístic sobre l'equip que visita aquella setmana l'estadi, en un concurs on l'aficionat havia de buscar nom a aquesta publicació. Aquesta era entregada de manera gratuïta, a tots els aficionats que visitaven l'estadi els dies de partit. Posteriorment, es va passar a una edició mensual amb el resum dels partits que s'havien disputat i més tard, només es realitzava en format digital podent ser visitada des del web del club.

## Afició
| Penyes oficials           | Penyes oficials       | Penyes oficials | Penyes oficials |
| Penya                     | Localitat             | Ubicació        |                 |
| ------------------------- | --------------------- | --------------- | --------------- |
| Gironina                  | Girona                | Gol Nord        |                 |
| Immortal                  | Girona                | Gol Sud         |                 |
| Guíxols Costa Brava       | Sant Feliu de Guíxols | Gol Nord        |                 |
| Nord Girona-Alex Granell  | Girona                | Gol Nord        |                 |
| Vallcanera-Sils           | Sils                  | Gol Sud         |                 |
| Barbero Bailongo          | Girona                | Gol Nord        |                 |
| Saltenca                  | Salt                  | Preferent       |                 |
| Los Jandristas            | Girona                | Gol Sud         |                 |
| Eloi Amagat               | Vilablareix           | Preferent       |                 |
| Pere Pons amb dos collons | Sant Joan de Mollet   | Gol Nord        |                 |
| Pablo Machine             | Girona                | Preferent       |                 |
| Els Paparres Gironins     | Girona                | Gol Sud         |                 |
| Cassanenca                | Cassà de la Selva     | Gol Nord        |                 |
| Sant Narcís               | Girona                | Preferent       |                 |
| Gironina de Blanes        | Blanes                | Preferent       |                 |

El club compta en total amb 15 penyes oficials. La Plaça de Catalunya és el lloc de celebració dels triomfs de l'equip.

## Estadi

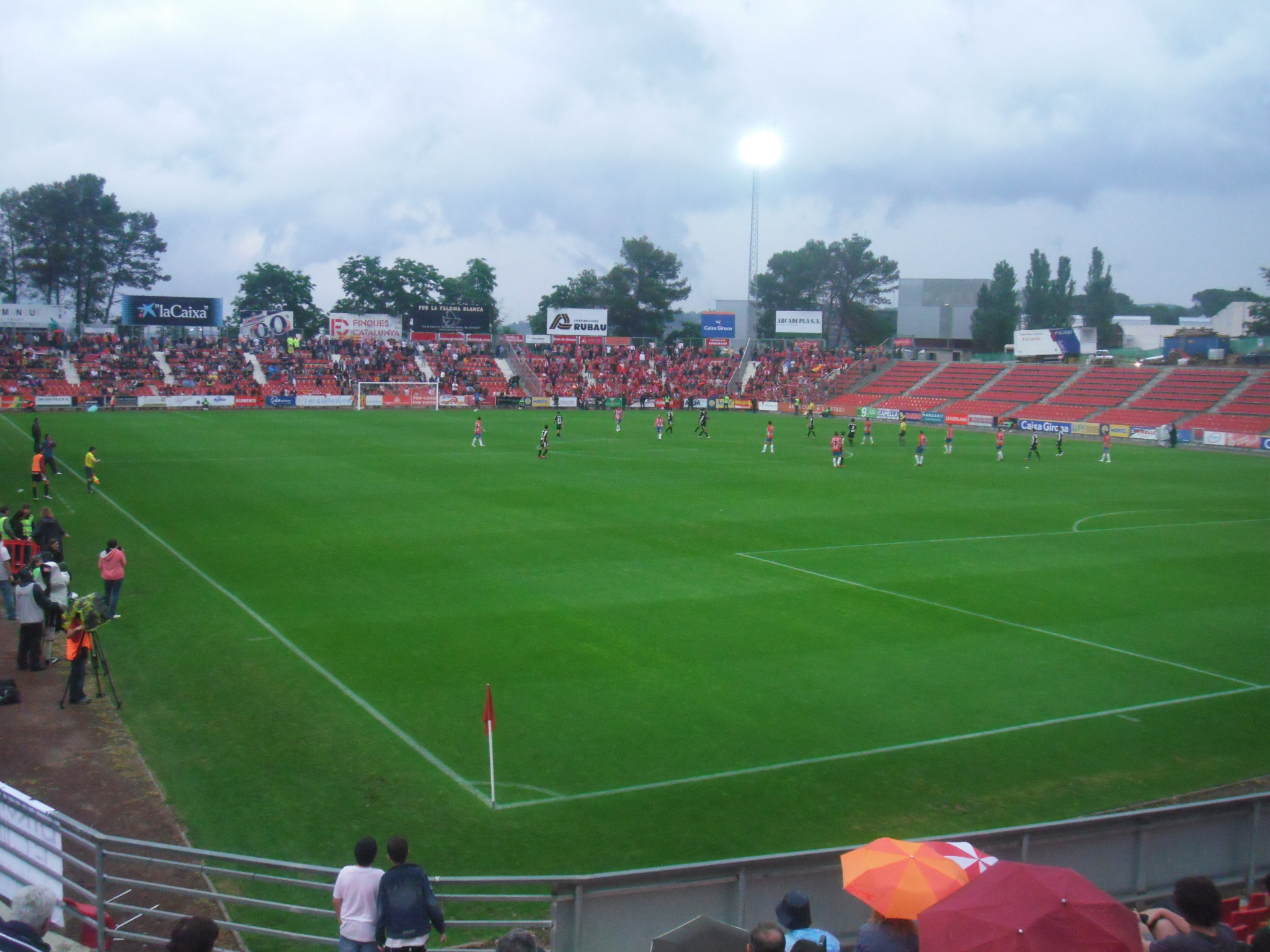
Vista general de Montilivi l'any 2010

L'Estadi Municipal de Montilivi és l'estadi on juga els partits com a local el Girona FC. Està ubicat al barri de Montilivi de Girona (Av. Montilivi, 141), amb una capacitat de 9.286 espectadors i les seves dimensions són de 100 x 68 m. Els seients són de color vermell en honor dels colors del club i posseeix gespa natural.
El 14 d'agost de 1970, en un amistós contra el FC Barcelona, es va inaugurar l'Estadi Municipal de Montilivi. És el segon camp que disposa el Girona FC després que l'anterior, Vista Alegre, hagués servit durant gairebé 50 anys. A principis de la temporada 1967-68 la directiva va projectar la construcció d'un nou camp que, a més d'oferir quatre vegades més espai que el de Vista Alegre, fos patrimoni del club.
En el 1984 el Girona FC va perdre el patrimoni amb la municipalització de Montilivi, des de llavors l'ajuntament ha hagut d'invertir en aquest per adaptar-lo a les exigències de la LFP.
El 12 de març de 2012 l'ajuntament de Girona cedeix el camp a favor del club per 30 anys, prorrogable a 50 en total. L'estiu de 2017 s'anuncià l'ampliació de l'estadi fins als 13.500 espectadors, a causa de l'ascens de l'equip a primera divisió.

### Estadis anteriors
- Camp de Vista Alegre: (1930-1970) Amb capacitat per a 4.700 espectadors, inaugurat el 29 de juny de 1922 en un partit contra el FC Barcelona.

## Seccions
El 2010, amb la presidència de Ramon Vilaró i la iniciativa de Rotor Buisness, el Girona FC va entrar a patrocinar el Club Bàsquet Sant Josep Girona, de bàsquet masculí, militant a la Lliga LEB Oro, que va adoptar els colors, el nom i l'escut del "Girona FC".
També l'equip de bàsquet femení Uni Girona Club de Bàsquet, militant a l'elit del bàsquet femení, es va incorporar a la marca "Girona FC" canviant així els seus colors pel blanc-i-vermell i el seu escut. De la mateixa forma que amb el bàsquet l'equip, Girona Club Hoquei va ajuntar-se a la iniciativa, en aquest cas prioritzant l'equip femení d'hoquei patins, que milita a la OK Lliga femenina. L'equip de bàsquet amb cadira de rodes MIFAS, també es va adherir en aquest projecte del patrocini del "Girona FC", acceptant canviar els colors de l'equipació, el nom i incorporant l'escut de l'equip gironí.

## Palmarès
- 1 Supercopa de Catalunya (2018-19)
- 1 Copa Catalunya (2024-25)
- 5 Campionats de Tercera Divisió (1933-34, 1947-48, 1954-55, 1988-89, 2005-06)
- 1 Campionat de Segona Divisió B (2007-08)
- 1 Campionat del Trofeu Moscardó (1966)
- 1 Campionat de la Finalíssima (1971)

## Trajectòria a les competicions internacionals
- ¹ Equip eliminat millor posicionat en cas de classificació, equip classificat pitjor posicionat en cas d'eliminació.

| 24/25 |  | Club Brugge KV |

## Temporades

### Lliga catalana
- 1930-31 2a categoria ordinària
- 1931-32 2a categoria preferent
- 1932-33 2a categoria preferent
- 1933-34 1a categoria
- 1934-35 1a categoria
- 1935-36 1a categoria
- 1936-37 1a categoria i Lliga Mediterrània
- 1937-38 1a categoria
- 1938-39 No hi ha competicions oficials
- 1939-40 1a categoria

### Lliga espanyola
Des de la temporada 1933-34 fins a la 2025-26, el Girona FC, ha competit 5 vegades a la Primera Divisió, 24 a la Segona Divisió A, 13 a la Segona Divisió B, 44 a Tercera Divisió, 2 a l'antiga categoria de Primera Catalana i 1 a la ja desapareguda Regional Preferent. A continuació es mostra la posició que ha ocupat l'equip en finalitzar cada temporada:
| - 1933-34: 3a Divisió 1r - 1934-35: 2a Divisió 4t - 1935-36: 2a Divisió 1r - 1939-40: 2a Divisió 3r - 1940-41: 2a Divisió 4t - 1941-42: 2a Divisió 5è - 1942-43: 2a Divisió 6è - 1943-44: 3a Divisió 5è - 1944-45: 3a Divisió 3r - 1945-46: 3a Divisió 6è - 1946-47: 3a Divisió 4t - 1947-48: 3a Divisió 1r - 1948-49: 2a Divisió 10è - 1949-50: 2a Divisió 9è - 1950-51: 2a Divisió 16è - 1951-52: 3a Divisió 6è - 1952-53: 3a Divisió 8è - 1953-54: 3a Divisió 2n - 1954-55: 3a Divisió 1r - 1955-56: 3a Divisió 2n - 1956-57: 2a Divisió 9è - 1957-58: 2a Divisió 9è |  | - 1958-59: 2a Divisió 15è - 1959-60: 3a Divisió 11è - 1960-61: 3a Divisió 4t - 1961-62: 3a Divisió 2n - 1962-63: 3a Divisió 4t - 1963-64: 3a Divisió 6è - 1964-65: 3a Divisió 7è - 1965-66: 3a Divisió 7è - 1966-67: 3a Divisió 3r - 1967-68: 3a Divisió 8è - 1968-69: 3a Divisió 11è - 1969-70: 3a Divisió 3r - 1970-71: 3a Divisió 2n - 1971-72: 3a Divisió 8è - 1972-73: 3a Divisió 2n - 1973-74: 3a Divisió 3r - 1974-75: 3a Divisió 6è - 1975-76: 3a Divisió 3r - 1976-77: 3a Divisió 2n - 1977-78: 2a Divisió B 6è - 1978-79: 2a Divisió B 13è - 1979-80: 2a Divisió B 19è |  | - 1980-81: 3a Divisió 7è - 1981-82: 3a Divisió 18è - 1982-83: Regional Preferent 1r - 1983-84: 3a Divisió 9è - 1984-85: 3a Divisió 7è - 1985-86: 3a Divisió 2n - 1986-87: 3a Divisió 7è - 1987-88: 2a Divisió B 19è - 1988-89: 3a Divisió 1r - 1989-90: 2a Divisió B 12è - 1990-91: 2a Divisió B 7è - 1991-92: 2a Divisió B 3r - 1992-93: 2a Divisió B 15è - 1993-94: 2a Divisió B 15è - 1994-95: 2a Divisió B 18è - 1995-96: 3a Divisió 13è - 1996-97: 3a Divisió 19è - 1997-98: 1a catalana 5è - 1998-99: 1a catalana 1r - 1999-00: 3a Divisió 7è - 2000-01: 3a Divisió 8è - 2001-02: 3a Divisió 9è |  | - 2002-03: 3a Divisió 2n - 2003-04: 2a Divisió B 7è - 2004-05: 2a Divisió B 17è - 2005-06: 3a Divisió 1r - 2006-07: 3a Divisió 2n - 2007-08: 2a Divisió B 1r - 2008-09: 2a Divisió 16è - 2009-10: 2a Divisió 14è - 2010-11: 2a Divisió 11è - 2011-12: 2a Divisió 15è - 2012-13: 2a Divisió 4t - 2013-14: 2a Divisió 16è - 2014-15: 2a Divisió 3r - 2015-16: 2a Divisió 4t - 2016-17: 2a Divisió 2n - 2017-18: 1a Divisió 10è - 2018-19: 1a Divisió 18è - 2019-20: 2a Divisió 5è - 2020-21: 2a Divisió 5è - 2021-22: 2a Divisió 6è - 2022-23: 1a Divisió 10è - 2023-24: 1a Divisió 3r - 2024-25: 1a Divisió 16è |

### UEFA Champions League
- 2024-25: fase lliga - 33è

## Jugadors

### Plantilla 2025-26
A 4 agost 2025
| N. | Pos. | Nac. | Jugador                                      |
| -- | ---- | --- | -------------------------------------------- |
| 1  | POR  | [[Fitxer:Flag of Spain.svg\|23x15px\|border \|alt=Espanya\|link=Selecció de futbol d'Espanya\|{{#if:\|]]                          | Juan Carlos                                  |
| 2  | DEF  | [[Fitxer:Flag of Spain.svg\|23x15px\|border \|alt=Espanya\|link=Selecció de futbol d'Espanya\|{{#if:\|]]                          | Hugo Rincón (cedit per l'Athletic Club)      |
| 3  | DEF  | [[Fitxer:Flag of Spain.svg\|23x15px\|border \|alt=Espanya\|link=Selecció de futbol d'Espanya\|{{#if:\|]]                          | Miguel Gutiérrez                             |
| 4  | DEF  | [[Fitxer:Flag of Catalonia.svg\|23x15px\|border \|alt=Catalunya\|link=Selecció de futbol de Catalunya\|{{#if:\|]]                 | Arnau Martínez (4t capità)                   |
| 5  | DEF  | [[Fitxer:Flag of Catalonia.svg\|23x15px\|border \|alt=Catalunya\|link=Selecció de futbol de Catalunya\|{{#if:\|]]                 | David López                                  |
| 6  | MIG  | [[Fitxer:Flag of the Netherlands.svg\|23x15px\|border \|alt=Països Baixos\|link=Selecció de futbol dels Països Baixos\|{{#if:\|]] | Donny van de Beek                            |
| 7  | DAV  | [[Fitxer:Flag of Uruguay.svg\|23x15px\|border \|alt=Uruguai\|link=Selecció de futbol de l'Uruguai\|{{#if:\|]]                     | Cristhian Stuani (capità)                    |
| 8  | DAV  | [[Fitxer:Flag of Spain.svg\|23x15px\|border \|alt=Espanya\|link=Selecció de futbol d'Espanya\|{{#if:\|]]                          | Portu                                        |
| 9  | DAV  | [[Fitxer:Flag of Spain.svg\|23x15px\|border \|alt=Espanya\|link=Selecció de futbol d'Espanya\|{{#if:\|]]                          | Abel Ruiz                                    |
| 10 | DAV  | [[Fitxer:Flag of Colombia.svg\|23x15px\|border \|alt=Colòmbia\|link=Selecció de futbol de Colòmbia\|{{#if:\|]]                    | Yáser Asprilla                               |
| 11 | MIG  | [[Fitxer:Flag of France (1794–1815, 1830–1974).svg\|23x15px\|border \|alt=França\|link=Selecció de futbol de França\|{{#if:\|]]   | Thomas Lemar (cedit per l'Atlètic de Madrid) |
| 12 | DEF  | [[Fitxer:Flag of Brazil.svg\|23x15px\|border \|alt=Brasil\|link=Selecció de futbol del Brasil\|{{#if:\|]]                         | Vitor Reis (cedit pel Manchester City)       |
| 13 | POR  | [[Fitxer:Flag of Argentina.svg\|23x15px\|border \|alt=Argentina\|link=Selecció de futbol de l'Argentina\|{{#if:\|]]               | Paulo Gazzaniga                              |

| N. | Pos. | Nac. | Jugador                    |
| -- | ---- | --- | -------------------------- |
| 15 | DAV  | [[Fitxer:Flag of Ukraine.svg\|23x15px\|border \|alt=Ucraïna\|link=Selecció de futbol d'Ucraïna\|{{#if:\|]]                        | Víktor Tsihankov           |
| 16 | DEF  | [[Fitxer:Flag of Spain.svg\|23x15px\|border \|alt=Espanya\|link=Selecció de futbol d'Espanya\|{{#if:\|]]                          | Alejandro Francés          |
| 17 | DEF  | [[Fitxer:Flag of the Netherlands.svg\|23x15px\|border \|alt=Països Baixos\|link=Selecció de futbol dels Països Baixos\|{{#if:\|]] | Daley Blind                |
| 18 | DEF  | [[Fitxer:Flag of the Czech Republic.svg\|23x15px\|border \|alt=Txèquia\|link=Selecció de futbol de la República Txeca\|{{#if:\|]] | Ladislav Krejčí            |
| 19 | DAV  | [[Fitxer:Flag of North Macedonia.svg\|23x15px\|border \|alt=Macedònia del Nord\|link=Selecció de futbol de Macedònia\|{{#if:\|]]  | Bòian Miovski              |
| 20 | MIG  | [[Fitxer:Flag of Belgium (civil).svg\|23x15px\|border \|alt=Bèlgica\|link=Selecció de futbol de Bèlgica\|{{#if:\|]]               | Axel Witsel                |
| 21 | MIG  | [[Fitxer:Flag of Venezuela.svg\|23x15px\|border \|alt=Veneçuela\|link=Selecció de futbol de Veneçuela\|{{#if:\|]]                 | Yangel Herrera (er capità) |
| 22 | MIG  | [[Fitxer:Flag of Colombia.svg\|23x15px\|border \|alt=Colòmbia\|link=Selecció de futbol de Colòmbia\|{{#if:\|]]                    | Jhon Solís                 |
| 23 | MIG  | [[Fitxer:Flag of Spain.svg\|23x15px\|border \|alt=Espanya\|link=Selecció de futbol d'Espanya\|{{#if:\|]]                          | Iván Martín (2n capità)    |
| 25 | POR  | [[Fitxer:Flag of Ukraine.svg\|23x15px\|border \|alt=Ucraïna\|link=Selecció de futbol d'Ucraïna\|{{#if:\|]]                        | Vladyslav Krapyvtsov       |
| 33 | DAV  | [[Fitxer:Flag of Catalonia.svg\|23x15px\|border \|alt=Catalunya\|link=Selecció de futbol de Catalunya\|{{#if:\|]]                 | Joel Roca                  |
| 36 | MIG  | [[Fitxer:Flag of Catalonia.svg\|23x15px\|border \|alt=Catalunya\|link=Selecció de futbol de Catalunya\|{{#if:\|]]                 | Ricard Artero              |

Els equips de la lliga espanyola estan limitats a tenir en la plantilla un màxim de tres jugadors sense passaport de la Unió Europea. La llista inclou només la principal nacionalitat de cada jugador, o aquella que correspongui a la selecció amb la qual juga internacionalment; alguns jugadors no europeus tenen doble nacionalitat d'algun país de la UE:

### Equip filial
| N. | Pos. | Nac. | Jugador             |
| -- | ---- | --- | ------------------- |
| 29 | MIG  | [[Fitxer:Flag of Guinea.svg\|23x15px\|border \|alt=Guinea\|link=Selecció de futbol de Guinea\|{{#if:\|]]                  | Lass Kourouma       |
| 31 | DAV  | [[Fitxer:Flag of Portugal (official).svg\|23x15px\|border \|alt=Portugal\|link=Selecció de futbol de Portugal\|{{#if:\|]] | Jastin García       |
| 35 | DEF  | [[Fitxer:Flag of Hungary.svg\|23x15px\|border \|alt=Hongria\|link=Selecció de futbol d'Hongria\|{{#if:\|]]                | Antal Yaakobishvili |

| N. | Pos. | Nac. | Jugador        |
| -- | ---- | --- | -------------- |
| 44 | DAV  | [[Fitxer:Flag of Senegal.svg\|23x15px\|border \|alt=Senegal\|link=Selecció de futbol del Senegal\|{{#if:\|]]         | Papa Ba        |
| 46 | DAV  | [[Fitxer:Flag of Mauritania.svg\|23x15px\|border \|alt=Mauritània\|link=Selecció de futbol de Mauritània\|{{#if:\|]] | Dawda Camara   |
| —  | DEF  | [[Fitxer:Flag of Catalonia.svg\|23x15px\|border \|alt=Catalunya\|link=Selecció de futbol de Catalunya\|{{#if:\|]]    | Gibert Jordana |

### Cedits a altres equips
| N. | Pos. | Nac. | Jugador                                                  |
| -- | ---- | --- | -------------------------------------------------------- |
| —  | POR  | [[Fitxer:Flag of Catalonia.svg\|23x15px\|border \|alt=Catalunya\|link=Selecció de futbol de Catalunya\|{{#if:\|]]                 | Toni Fuidias (al Gimnàstic fins al 30 de juny de 2026)   |
| —  | DAV  | [[Fitxer:Flag of the Netherlands.svg\|23x15px\|border \|alt=Països Baixos\|link=Selecció de futbol dels Països Baixos\|{{#if:\|]] | Gabriel Misehouy (al Aris FC fins al 30 de juny de 2026) |

| N. | Pos. | Nac. | Jugador                                               |
| -- | ---- | --- | ----------------------------------------------------- |
| —  | DAV  | [[Fitxer:Flag of South Korea.svg\|23x15px\|border \|alt=Corea del Sud\|link=Selecció de futbol de Corea del Sud\|{{#if:\|]] | Kim Min-su (al FC Andorra fins al 30 de juny de 2026) |

## Jugadors històrics destacats
- Arcadi Camps i Artau
- Josep Iborra
- Domènec Balmanya
- Balbí Clara
- Fèlix Farró
- Josep Puig Curta
- Isidre Sala
- Miki Albert
- Lluís Coll
- Delfí Geli
- Albert Jorquera
- Ferran Corominas
- Jordi Xumetra
- José Martínez
- Jandro Castro
- Isaac Becerra
- Gorka Iraizoz
- Gerard López

## Presidents
El Girona FC ha tingut, comptant l'actual, 35 presidents al llarg de la seva història, 33 de diferents, atès que dos van repetir càrrec en una ocasió.
El primer president fou Albert de Quintana i de León, que tan sols va estar 2 anys al càrrec del club.
El president amb major durada en un mandat a la història del club és l'actual, Delfí Geli, que és al càrrec des de 2015. L'anterior president amb més durada en el càrrec fou Benjamí Colomer i Pous, que va ostentar el càrrec durant 8 anys, entre 1959 a 1967.
| - Albert de Quintana i de León (1930-1932) - Lluís Ribas i Crehuet (1932-1939) - Ramon Sanllehí i Masdevall (1939-1940) - Vicente Albeverio Caracciola (1940-1944) - Joan Capdevila i Corominas (1944-1945) - Albert de Quintana i Vergés (1945-1948) - Vicente Albeverio Caracciola (1948-1949) - Joan Andreu i Frigola (1949-1951) - Robert Mas i Ruhí (1951-1952) - Pablo García Del Amo (1952-1956) - Francisco J. Baldrich Gutiérrez (1956-1957) - Jaume Juher i Carreras (1957-1958) - Josep Maria de Llobet i Llavari (1958-1959) - Benjamí Colomer i Pous (1959-1967) - Pere Saguer i Burjó (1967-1968) - Narcís Codina i Surós (1968-1973) |  | - Maurici Duran i Garcia (1973-1978) - Josep Maria Fauró i Quintana (1978-1979) - Jordi Geli i Palahí (1979-1984) - Joan Mis i Quintana (1984-1988) - Pere Ribas i Culubret (1988-1991) - Miquel Mascort i Riera (1992-1993) - Carles Teixidor i Batlle (1993-1995) - Antoni Madeo i Abril (1995-1997) - Pere Saguer i Burjó (1997-1998) - Josep Poch i Alegret (1998-1999) - Antoni Escudero i Martínez (1999-2001) - Jordi Roche i Puigdevall (2001-2005) - Josep Gusó i Garganta (2005-2010) - Francesc Rebled i Sarrà (2010) - Ramon Vilaró i Massaguer (2010-2012) - Joaquim Boadas i de Quintana (2012-2013) |  | - Francesc Rebled i Sarrà (2013-2015) - Patxi Otamendi López (2015) - Delfí Geli i Roura (2015-Actualitat) |  |  |

## Entrenadors[calcitació]
| - 1930-31 (2a ordinària) Pitu Viñas - 1931-32 (2a preferent) Pitu Viñas - 1932-33 (2a preferent) Pitu Viñas - 1933-34 (1a catalana i 3a divisió nacional) Pitu Viñas - 1934-35 (1a catalana i 2a divisió nacional) José Luis Zabala - 1935-36 (1a catalana i 2a divisió nacional) José Luis Zabala - 1936-37 (1a catalana i Lliga Mediterrània) J. Santpere - 1937-38 (1a catalana) Paco Bru - 1938-39 (No hi ha competicions oficials) Paco Bru - 1939-40 (1a catalana i 2a divisió nacional) Pitu Viñas - 1940-41 (2a divisió) Rafael González, José Luis Zabala - 1941-42 (2a divisió) José Luis Zabala - 1942-43 (2a divisió) Cristòfol Martí - 1943-44 (3a divisió) J. Abad - 1944-45 (3a divisió) Soldevila, Emili Tarradellas - 1945-46 (3a divisió) Emili Tarradellas - 1946-47 (3a divisió) Romans, Enrique - 1947-48 (3a divisió) Robert Mas - 1948-49 (2a divisió) Carlos Platko - 1949-50 (2a divisió) Hilario Marrero - 1950-51 (2a divisió) Josep Sastre - 1951-52 (3a divisió) Enrique Bescós - 1952-53 (3a divisió) Domènec Balmanya, Josep Espada, Medina - 1953-54 (3a divisió) Pere Arcas - 1954-55 (3a divisió) Enrique Bescós - 1955-56 (3a divisió) Emilio Aldecoa - 1956-57 (2a divisió) Emilio Aldecoa - 1957-58 (2a divisió) Patricio Caicedo - 1958-59 (2a divisió) Josep Maria Burset, Ricard Gallart, Medina - 1959-60 (3a divisió) Emilio Aldecoa - 1960-61 (3a divisió) Juan Lidón, Lluís Pujolràs - 1961-62 (3a divisió) Enrique Bescós | - 1962-63 (3a divisió) Juan A. Ortega - 1963-64 (3a divisió) Juan A. Ortega, Lluís Pujolràs - 1964-65 (3a divisió) Lluís Pujolràs - 1965-66 (3a divisió) Dagoberto Moll, Lluís Pujolràs - 1966-67 (3a divisió) Lluís Pujolràs - 1967-68 (3a divisió) Emilio Aldecoa - 1968-69 (3a divisió) Luis Méndez - 1969-70 (3a divisió) Martín Vences - 1970-71 (3a divisió) Martín Vences - 1971-72 (3a divisió) Martín Vences - 1972-73 (3a divisió) Vicenç Sasot - 1973-74 (3a divisió) Vicenç Sasot - 1974-75 (3a divisió) Emilio Aldecoa - 1975-76 (3a divisió) Emilio Aldecoa, Lluís Coll - 1976-77 (3a divisió) Lluís Pujolràs - 1977-78 (2a divisió B) Gerard Gatell - 1978-79 (2a divisió B): Gerard Gatell, Vicenç Sasot - 1979-80 (2a divisió B): Vicenç Sasot, Pepe Pinto - 1980-81 (3a divisió): Pepe Pinto - 1981-82 (3a divisió): Alfons Muñoz, Pepe Pinto, Emilio Aldecoa, Luis Costa - 1982-83 (Reg. Preferent): Alfons Muñoz - 1983-84 (3a divisió): Alfons Muñoz - 1984-85 (3a divisió): Alfons Muñoz, Waldo Ramos - 1985-86 (3a divisió): Waldo Ramos - 1986-87 (3a divisió): Santi Carrasco - 1987-88 (2a divisió B): Alfons Muñoz, Pepe Hatero, José Manuel, Antonio Lagunas - 1988-89 (3a divisió): Xavi Agustí - 1989-90 (2a divisió B): Xavi Agustí - 1990-91 (2a divisió B): Xavi Agustí - 1991-92 (2a divisió B): Xavi Agustí - 1992-93 (2a divisió B): Pep Mercader, Paco Martínez - 1993-94 (2a divisió B): Alfons Muñoz | - 1994-95 (2a divisió B): Alfons Muñoz - 1995-96 (3a divisió): Javi Morata, Valentín Jorge "Robi", Joan Santos - 1996-97 (3a divisió): Benet Masferrer, Pau Garcia Castany, Joan Riera - 1997-98 (1a catalana): Pere Gratacòs - 1998-99 (1a catalana): Pere Gratacòs - 1999-00 (3a divisió): Pere Gratacòs, Peio Bengoetxea, M. Márquez, Miguel Jordan - 2000-01 (3a divisió): Quim Barti - 2001-02 (3a divisió): Quim Barti, Javi Morata, Pep Moratalla - 2002-03 (3a divisió): Pep Moratalla - 2003-04 (2a divisió B): Agustín Abadía - 2004-05 (2a divisió B): Agustín Abadía, Josep Maria Nogués - 2005-06 (3a divisió): Domènec Torrent - 2006-07 (3a divisió): Joan Carrillo, Javi Salamero, Ricardo Rodríguez - 2007-08 (2a divisió B): Raül Agné - 2008-09 (2a divisió): Raül Agné - 2009-10 (2a divisió): Cristobal Parralo, Narcís Julià - 2010-11 (2a divisió): Raül Agné - 2011-12 (2a divisió): Raül Agné, Josu Uribe, Javi Salamero - 2012-13 (2a divisió): Joan Francesc Ferrer «Rubi» - 2013-14 (2a divisió): Ricardo Rodríguez, Javi López, Pablo Machín - 2014-15 (2a divisió): Pablo Machín - 2015-16 (2a divisió): Pablo Machín - 2016-17 (2a divisió): Pablo Machín - 2017-18 (1a divisió): Pablo Machín - 2018-19 (1a divisió): Eusebio Sacristán - 2019-20 (2a divisió): Juan Carlos Unzué, Josep Lluís Martí, Francisco - 2021-22 (2a divisió): Michel - 2022-23 (1a divisió): Michel - 2023-24 (1a divisió): Michel - 2024-25 (1a divisió): Michel |

## Estadístiques[calcitació]

### A favor
| Concepte                                     | Valor | Període                                                                           |
| -------------------------------------------- | ----- | --------------------------------------------------------------------------------- |
| Major golejada a casa                        | 7 - 0 | Temp. 2023/24 - Granada                                                           |
| Major golejada a domicili                    | 1 - 5 | Temp. 2012/13 - Guadalajara                                                       |
| Partits consecutius sense perdre             | 10    | Temp. 2010/11 - Jor. 18 a la 27, Temp. 2011/12 - Jor. 34 a la 42 + Jor. 30 aplaz. |
| Partits consecutius guanyant                 | 7     | Temp. 2020/21 - de la Jor. 34 a la 41                                             |
| Partits guanyats en una temporada            | 24    | Temp. 2014/15                                                                     |
| Partits guanyats a casa en una temporada     | 15    | Temp. 2012/13                                                                     |
| Partits guanyats a domicili en una temporada | 13    | Temp. 2014/15                                                                     |
| Gols marcats en una temporada                | 74    | Temp. 2012/13                                                                     |
| Màxima puntuació en una temporada            | 82    | Temp. 2014/15                                                                     |

### En contra
| Concepte                                    | Valor | Període                               |
| ------------------------------------------- | ----- | ------------------------------------- |
| Major golejada a casa                       | 0 - 4 | Temp. 2009/10 - Llevant UE            |
| Major golejada a domicili                   | 8 - 1 | Temp. 1958/59 - Reial Valladolid      |
| Partits consecutius sense guanyar           | 12    | Temp. 2013/14 - de la Jor. 14 a la 25 |
| Partits consecutius perdent                 | 6     | Temp. 2018/19 - de la Jor. 29 a la 34 |
| Partits perduts en una temporada            | 19    | Temp. 2018/19                         |
| Partits perduts a casa en una temporada     | 10    | Temp. 2018/19                         |
| Partits perduts a domicili en una temporada | 14    | Temp. 1950/51, Temp. 1957/58          |
| Gols encaixats en una temporada             | 69    | Temp. 1949/50                         |
| Mínima puntuació en una temporada           | 37    | Temp. 2018/19                         |

## Dates destacades
| Data                 | Esdeveniment |
| -------------------- | --- |
| 23 de juliol de 1930 | Es crea el Girona Futbol Club.                                                                                            |
| 1 d'agost de 1930    | L'Ajuntament autoritza l'ús de l'escut de la ciutat en els distintius del Girona F. C.                                    |
| 19 d'octubre de 1930 | Balbí Clara marca el primer gol oficial del Girona F. C.                                                                  |
| 14 d'agost de 1970   | S'inaugura l'Estadi de Montilivi, amb el partit Girona-Barcelona, amb victòria visitant per 1-3.                          |
| 15 d'agost de 1970   | 1a edició del Torneig Costa Brava.                                                                                        |
| 19 d'agost de 1971   | Campió de campions del Trofeu Moscardó-Finalíssima.                                                                       |
| 25 d'agost de 1974   | Guanya el Torneig Costa Brava per primera vegada.                                                                         |
| 2 de gener de 2009   | Primer jugador extracomunitari, Ibusuki Hiroshi.                                                                          |
| 30 de juliol de 2009 | El Girona F. C. es converteix en Societat Anònima Esportiva.                                                              |
| 2 de març de 2011    | Primer ple amb 9.286 espectadors des que les grades tenen seients individuals.                                            |
| 29 de juny de 2011   | Es traspassa Ranko Despotović per 700.000 €, quantitat més alta mai pagada al Girona per un traspàs.                      |
| 18 de maig de 2013   | Major nombre d'aficionats desplaçats, 1.800 a Vila-real.                                                                  |
| 30 de maig de 2015   | Rècord absolut de victòries a domicili en tota la història de la Segona Divisió, amb 13.                                  |
| 4 de juny de 2017    | Ascendeix per primera vegada a la història a Primera Divisió.                                                             |
| 19 d'agost de 2017   | Christian Stuani marca el primer gol del club en Primera Divisió.                                                         |
| 26 d'agost de 2017   | Primera victòria a Primera Divisió, 1-0 contra el Málaga.                                                                 |
| 29 d'octubre de 2017 | Derrota a Montilivi el Reial Madrid 2-1 en el primer enfrontament a Primera Divisió.                                      |
| 29 de juny de 2018   | Es fitxen Johan Mojica i Marc Muniesa per 5.000.000 € cadascun, quantitat més alta mai pagada pel Girona per un fitxatge. |
| 18 de maig de 2019   | El Girona F.C. descendeix per primer cop a la història de 1a divisió a 2a divisió                                         |
| 12 d'agost de 2019   | El Girona F.C. assoleix el rècord d'abonaments del club amb la xifra de 9.501                                             |
| 5 d'agost de 2019    | Es ven Pedro Porro per 12.000.000 €, quantitat més alta mai pagada al Girona per un fitxatge.                             |
| 19 de juny de 2022   | El Girona venç el CD Tenerife i retorna a 1a divisió                                                                      |
| 4 de maig de 2024    | Es classifica per a la Lliga de Campions de la UEFA per primera vegada a la seva història                                 |